# ليفيز
ليفز (النطق الإيطالي: [laives] ؛ الألمانية: Leifers [laɪ̯fɐs]) هي مدينة وبلدية في جنوب تيرول في شمال إيطاليا ، وتقع على بعد حوالي 8 كيلومترات (5 ميل) جنوب مدينة بولزانو.  إنها واحدة من خمس بلديات التي تتحدث اللغة الإيطالية فقط في جنوب تيرول ، ورابع أكبر بلدية في المقاطعة.

## الجغرافية
اعتبارًا من 30 نوفمبر 2010 ، كان عدد سكانها 17168 نسمة ومساحتها 24.3 كيلومتر مربع (9.4 ميل مربع).

### التقسيمات
تحتوي البلدية على أربعة مراكز حضرية:
- ليفيز (ليفرز)
- بينيتا (شتاينمانوالد)
- سان جياكومو (سانت جاكوب)
- لاكوستا (سيت)

ليفيز هي مقر مجلس المدينة و بينيتا وسان جياكومو هما فرازيوني (قرى صغيرة) ، بينما لاكوستا وفقًا لقانون البلدية المحلية هي (منطقة مؤهلة) ولكن غالبًا ما يشار إليها على أنها فرازيوني أيضًا في الوثائق الرسمية. يربطها وادي برانتينتال مع دويتشنوفن .

## التاريخ

### معطف الاذرع
يتكون الشعار من كومة ضخمة ذات جوانب مقعرة على اللازوردية ومصلى على جبل من جولس . تمثل العلامة التي تشبه تلك الخاصة بكونتات ليختنشتاين الذين عاشوا في القلعة على جبل كوفيلي (كنيسة بيتركوفيل) و اعتُمد الشعار في عام 1970. 

## المجتمع

### التوزيع اللغوي
وفقًا لتعداد السكاني في عام 2011 يتحدث 71.50٪ من السكان الإيطالية و 27.99٪ الألمانية و 0.51٪ اللادينية كلغة أولى.
| لغة     | 2001   | 2011   |
| ------- | ------ | ------ |
| ألمانية | 29.07٪ | 27.99٪ |
| إيطالي  | 70.42٪ | 71.50٪ |
| لادن    | 0.51٪  | 0.51٪  |

## الثقافة
يعد كرنفال ليفيز أحد أهم كرنفالات ترينتينو ألتو أديجي.
المدينة هي أيضًا المقر الرئيسي لـ كورو مونتي باليدي وهو جوقة فردية من الكابيلا تأسست في عام 1967 من قبل سيرجيو ماكاغنان و أدارها باولو ماكاغنان منذ عام 2004.

## المشاهير
- راينهارد دالينجر (مواليد 1950 في ليفيز) خبير في علم الحيوان , متقاعد وأستاذ علم الحيوان وعلم السموم البيئية

## روابط خارجية
- الموقع الرسمي باللغة الألمانية